# Bennett (Wisconsin)
Bennett – miasto w Stanach Zjednoczonych, w stanie Wisconsin, w hrabstwie Douglas.